# Canton de Cozes
Le canton de Cozes est une ancienne division administrative française située dans le département de la Charente-Maritime et la région Poitou-Charentes.
Pour les élections départementales de mars 2015, le nombre de cantons du département diminue, passant de 51 à 27. Les cantons de Cozes et de Gémozac fusionnent et laissent la place au canton de Saintonge Estuaire, dont le bureau centralisateur (chef-lieu) est fixé à Meschers-sur-Gironde.

## Géographie
Ce canton était organisé autour de Cozes dans l'arrondissement de Saintes. Son altitude variait de 0 m (Arces) à 68 m (Floirac) pour une altitude moyenne de 36 m.

## Représentation

### Conseillers d'arrondissement (de 1833 à 1940)
| Période                                  | Période      | Identité                                | Étiquette    | Qualité |
| ---------------------------------------- | ------------ | --------------------------------------- | ------------ | --- |
| 1833                                     | 1842         | Jean Pierre Louis Duplais (des Touches) |              | Propriétaire, maire de Cozes                                                                                |
| 1842                                     | 1848         | M. Bargignac                            |              | Propriétaire, maire de Cozes                                                                                |
|                                          |              |                                         |              | |
| 1883                                     |              | M. Héraud                               | Bonapartiste | |
|                                          |              |                                         |              | |
| av.1895                                  |              | Achille Curaudeau                       | Droite       | Négociant, maire de Saint-Seurin-d'Uzet                                                                     |
|                                          |              |                                         |              | |
| 1919                                     | 1922         | Paul Massy                              |              | Maire de Meschers                                                                                           |
| 1922                                     | 1922 (décès) | Camille Moulineau                       |              | Maire de Chenac                                                                                             |
| 1922                                     | 1940         | Pierre Verneuil                         | Rad.ind.     | Viticulteur à Cozes, Président de la Fédération des viticulteurs charentais                                 |
| 1940                                     |              |                                         |              | Les conseils d'arrondissement ont été suspendus par la loi du 12 octobre 1940 et n'ont jamais été réactivés |
| Les données manquantes sont à compléter. |              |                                         |              | |

### Conseillers généraux de 1833 à 2015
| Période               | Identité                            | Parti                          | Qualité |
| --------------------- | ----------------------------------- | ------------------------------ | --- |
| 1833-1833 (démission) | Camille Eschassériaux               | Centre gauche                  | Propriétaire - Maire de Thénac Député (1831-1834) Elu également dans le Canton de Saintes-Sud et dans le Canton de Gémozac                                                                      |
| 1833-1848             | Jean-Louis Marchais                 |                                | Chirurgien, maire de Barzan puis de Meschers |
| 1848-1864             | Roch Bargignac (1800-1873)          |                                | Juge de paix du canton de Cozes |
| 1864-1868             | Frédéric-André Guillon (1808-1890)  |                                | Médecin, propriétaire à Saint-Seurin-d'Uzet |
| 1868-1871             | Anatole Lemercier                   | Indépendant                    | Diplomate, député (1852-1863 et 1889-1897) Maire de Saintes (1871-1897) |
| 1871-1877             | Jules Dufaure                       | Centre droit                   | Avocat Député (1834-1851 et 1871-1876) |
| 1877-1895             | Eugène Jolibois                     | Appel au peuple (Bonapartiste) | Avocat, député (1876-1893) |
| 1895-1907             | Gabriel Dufaure (fils de J.Dufaure) | Droite                         | Ingénieur, propriétaire à Vizelles Député (1893-1898) |
| 1907-1919             | Jean-Baptiste Dugoujon              | PRRRS                          | Ancien maire de Durance (Lot-et-Garonne) Ancien conseiller général du Canton de Houeillès (1895-1901) Avocat, minotier, maire de Mortagne-sur-Gironde Propriétaire à Chenac-Saint-Seurin-d'Uzet |
| 1919-1931             | Paul Métadier                       | RG                             | Pharmacien, maire de Royan |
| 1931-1940             | Amédée Delaunay                     | PRRRS                          | Médecin - Député (1938-1940) Maire de Cozes |
|                       |                                     |                                | |
| 1943-1945             | Pierre Feuilleteau                  |                                | Maire de Cozes Nommé conseiller départemental en 1943 |
|                       |                                     |                                | |
| 1945-1951             | René Seuillet (1882-1964)           | DVD                            | Vétérinaire Ancien maire de Mortagne-sur-Gironde |
| 1951-1981             | André Lacaze                        | RS puis CNIP puis DVG          | Pharmacien Maire de Cozes (1947-1973) Député (1958-1962) |
| 1981-2006 (décès)     | Jean-Paul Berthelot (1935-2006)     | DVG puis SE                    | Chef d'entreprise Maire de Cozes (1976-2001) |
| 2006-2015             | Daniel Hillairet                    | DVD                            | Chef d'entreprise Maire de Cozes (2008-2020) |

## Composition
Le canton de Cozes regroupait quatorze communes et comptait 11 335 habitants (recensement de 2006).
Sa densité de population atteint 57 hab/km2 en 2006, inférieure à la densité de l'arrondissement de Saintes (78 hab/km2 en 2006) et à celle du département de la Charente-Maritime (87 hab/km2).
| Communes                   | Population (2012) | Code postal | Code Insee |
| -------------------------- | ----------------- | ----------- | ---------- |
| Arces                      | 608               | 17120       | 17015      |
| Barzan                     | 449               | 17120       | 17034      |
| Boutenac-Touvent           | 195               | 17120       | 17060      |
| Brie-sous-Mortagne         | 247               | 17120       | 17068      |
| Chenac-Saint-Seurin-d'Uzet | 590               | 17120       | 17098      |
| Cozes                      | 1915              | 17120       | 17131      |
| Épargnes                   | 781               | 17120       | 17152      |
| Floirac                    | 331               | 17120       | 17160      |
| Grézac                     | 675               | 17120       | 17183      |
| Meschers-sur-Gironde       | 2615              | 17132       | 17230      |
| Mortagne-sur-Gironde       | 1022              | 17120       | 17248      |
| Saint-Romain-sur-Gironde   | 50                | 17240       | 17392      |
| Semussac                   | 1778              | 17120       | 17425      |
| Talmont-sur-Gironde        | 79                | 17120       | 17437      |

## Démographie
| 1962  | 1968  | 1975  | 1982  | 1990  | 1999   | 2006   | 2011   | 2012   |
| ----- | ----- | ----- | ----- | ----- | ------ | ------ | ------ | ------ |
| 9 332 | 9 215 | 9 107 | 9 062 | 9 426 | 10 223 | 11 339 | 12 367 | 12 560 |